# Virgin Steele
Virgin Steele is een Amerikaanse heavymetalband die is opgericht in 1981 door gitarist Jack Starr. Zelf omschrijven ze hun muziek als "Barbaric Romantic Metal" met veel kenmerken van symfonische en klassieke muziek.

## Bezetting

### Huidige bandleden
- David Defeis - zanger/keyboard
- Edward Pursino - gitarist
- Joshua Block - bassist
- Frank Gilchriest - drummer

### Voormalige bandleden
- Kelly Nichols - bassist
- Jack Starr - gitarist
- Joey Ayvazian - drummer
- Joe O'Reilly - bassist
- Teddy Cook - bassist
- Rob DeMarino - bassist
- Frank Zummo - drummer

## Biografie
De band werd in 1981 opgericht door gitarist Jack Starr, samen met drummer Joey Ayzavian en bassist Kelly Nichols. Uit een groot aantal zangers werd David Defeis gekozen, die ook bassist Joe O'Reilly met zich meebracht. Kelly Nichols verliet al snel de band. In 1981 brachten ze hun eerste demo uit, waaruit eind 1981, begin 1982 ook hun eerste album Virgin Steele zou voortkomen. In 1983 volgde hierop al snel een opvolger, namelijk Virgin Steele II: Guardians of the Flame.
In 1984 kwam het tot een meningsverschil tussen Davy Defeis en Jack Starr, waarbij Jack Starr uit de band gezet werd en Edward Pursino aangenomen werd als de nieuwe gitarist. Na een rechtszaak konden Davy Defeis en co. de naam Virgin Steele toch behouden, hoewel Jack Starr de officiële stichter van de band was. Hij begon later een andere heavymetalband met de toepasselijke naam Jack Starrs Guardians of the Flame.
Het eerste album met de nieuwe gitarist, Noble Savage, kwam hierna in 1986 uit. Vervolgens toerden ze met Manowar en Black Sabbath. Op deze tournee volgde dan weer een nieuw album, Age of Consent – een album dat door slechte promotie lang obscuur bleef, wat echter geen effect had op het reisschema van de band.
In 1992 kwam het weer tot een wissel van de bassist. Joe O'Really werd vervangen door Teddy Cook voor een aantal studiosessies en uiteindelijk door Rob DeMartino. In deze bezetting nam de band Life Among the Ruins op. 
1994 was het jaar waarin de creativiteit van Davy Defeis hoogtij vierde en de band nam het dubbelalbum The Marriage of Heaven and Hell op. Joey Ayvazian verliet de groep tijdens de opnamen ervan en werd vervangen door Frank Gilchriest. In deze bezetting werd ook het album Invictrus en een ander dubbelalbum, namelijk The House of Atreus, opgenomen.
Bassist John Block kwam bij de band na het vertrek van Rob DeMartino tijdens de Europese tournee van 2001.
In 2006 bracht de band het album Visions of Eden uit. Op dit conceptalbum staat Lilith, Adams eerste vrouw, centraal. Pas vier jaar later, in 2010, volgde het volgende en twaalfde album, The Black Light Bacchanalia.
In 2015 verschijnt "Nocturnes of Hellfire & Damnation", een dubbelalbum, met DeFeis, Pursino, Gilchriest en Block, waarbij het 2e deel start met een aantal covers, o.a. van Bloodrock, Black Sabbath en Led Zeppelin.

## Discografie

### Cd
- Virgin Steele (1982)
- Guardians of the Flame (1983)
- Noble Savage (1986)
- Age of Consent (1988)
- Life Among the Ruins (1993)
- The Marriage of Heaven and Hell Pt. 1 (1994)
- The Marriage of Heaven and Hell Pt. 2 (1995)
- Invictus (1998)
- The House of Atreus: Act 1 (1999)
- The House of Atreus: Act 2 (2000)
- Visions of Eden (2006)
- The Black Light Bacchanalia (2010)
- Nocturnes of Hellfire & Damnation (2015)

### Compilatie
- Burn the Sun (1984)
- Hymns to Victory (2002)
- The Book of Burning (2002)

### Ep
- Wait for the Night (1983)
- Magick Fire Music (2000)

### Video
- Tale of the Snakeskin Voodoo Man (1992)

## Trivia
- In 1985 nam de band onder de naam Exorcist een speedmetalalbum op. De bezetting van deze band werd nooit officieel bekendgemaakt, maar achter de band zouden Defeis, Pursino, O'Really en Ayvazian schuilgegaan zijn.
- David Defeis deed na de split nog een aantal optredens met Jack Starrs Guardians of the Flame.